# 固体イオニクス
固体イオニクスとは、固体電解質とその用途に関する研究である。一部の原料は水晶や多結晶からなる固体、セラミック、ガラス、ポリマーなどである。固体酸化物形燃料電池のような固体イオニクスを用いた装置は、厳しい条件化において液体電解質を用いた装置より信頼性が高く長持ちする。
最新の調査ではアジアでは一次研究や応用的な研究に利用され、欧米では主に自動車産業が主導する研究に応用されている。一部の研究はアメリカ国防総省の支援を受けている。  